# 4497 Taguchi
4497 Taguchi este un asteroid din centura principală, descoperit pe 4 ianuarie 1989 de Kin Endate și Kazuo Watanabe.